# Великая (станция)
Вели́кая — промежуточная железнодорожная станция Кировского региона Горьковской железной дороги. Является конечной для пригородного поезда № 6614/6613 сообщением Киров — Великая — Киров (сезонный).

## История
Станция была открыта в 1899 году при строительстве железной дороги Пермь — Вятка — Котлас. По состоянию на 1930 год на станции имелся вокзал, водонапорная башня и две казармы.
В деревянном вокзале располагалось помещение дежурного по станции, начальника станции, зал ожидания, билетная касса, комната отдыха. В 2015 году в связи с ветхим состоянием вокзал был снесён, для дежурного по станции установлен модульный пост ЭЦ, а для пассажиров — пассажирский павильон.

## Параграфы работы
3. Приём и выдача грузов повагонными и мелкими отправками, загружаемых целыми вагонами, только на подъездных путях и местах необщего пользования

## Дальнее следование по станции
По графику 2017-2018 года через станцию курсируют следующие поезда дальнего следования:
| Круглогодичное обращение поездов | Круглогодичное обращение поездов | Круглогодичное обращение поездов | Круглогодичное обращение поездов |
| № поезда                         | Маршрут движения                 | № поезда                         | Маршрут движения                 |
| -------------------------------- | -------------------------------- | -------------------------------- | -------------------------------- |
| 89                               | Воркута — Нижний Новгород        | 90                               | Нижний Новгород — Воркута        |
| 309                              | Воркута — Адлер                  | 310                              | Адлер — Воркута                  |
| 311                              | Воркута — Новороссийск           | 312                              | Новороссийск — Воркута           |
| 971                              | Воркута — Киров                  | 972                              | Киров — Воркута                  |

## Пригородное сообщение
По графику 2017-2018 года через станцию курсируют следующие поезда пригородного сообщения:
| Пригородные поезда | Пригородные поезда     | Пригородные поезда | Пригородные поезда     |
| № поезда           | Маршрут движения       | № поезда           | Маршрут движения       |
| ------------------ | ---------------------- | ------------------ | ---------------------- |
| 6624/6634          | Киров — Мураши — Пинюг | 6633/6623          | Пинюг — Мураши — Киров |
| 6614 (лето)        | Киров — Великая        | 6613 (лето)        | Великая — Киров        |
| 6626/6636/6646     | Киров — Мураши — Луза  | 6641/6631/6621     | Луза — Мураши — Киров  |

## Фотографии

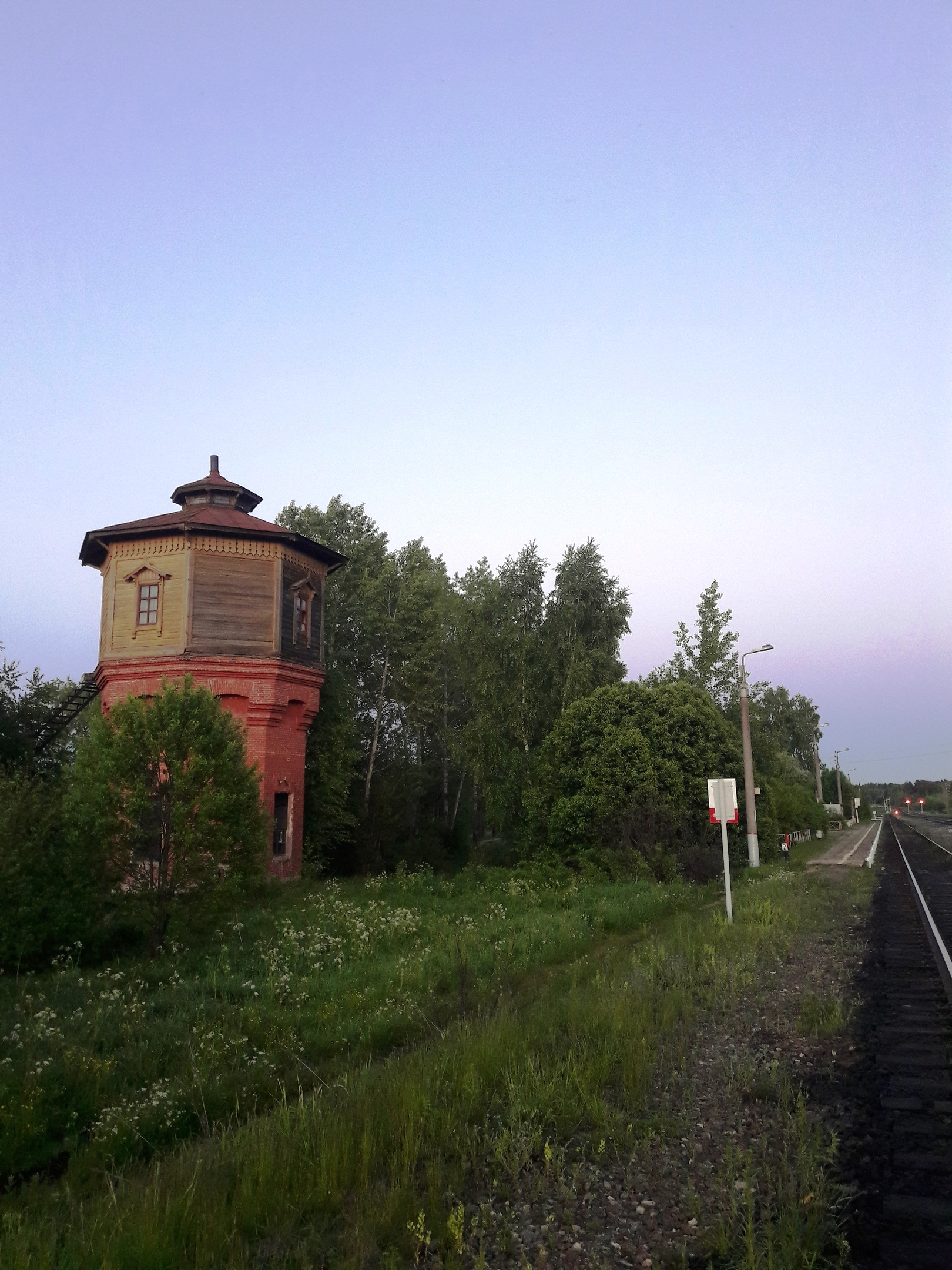
Водонапорная башня 1895 года
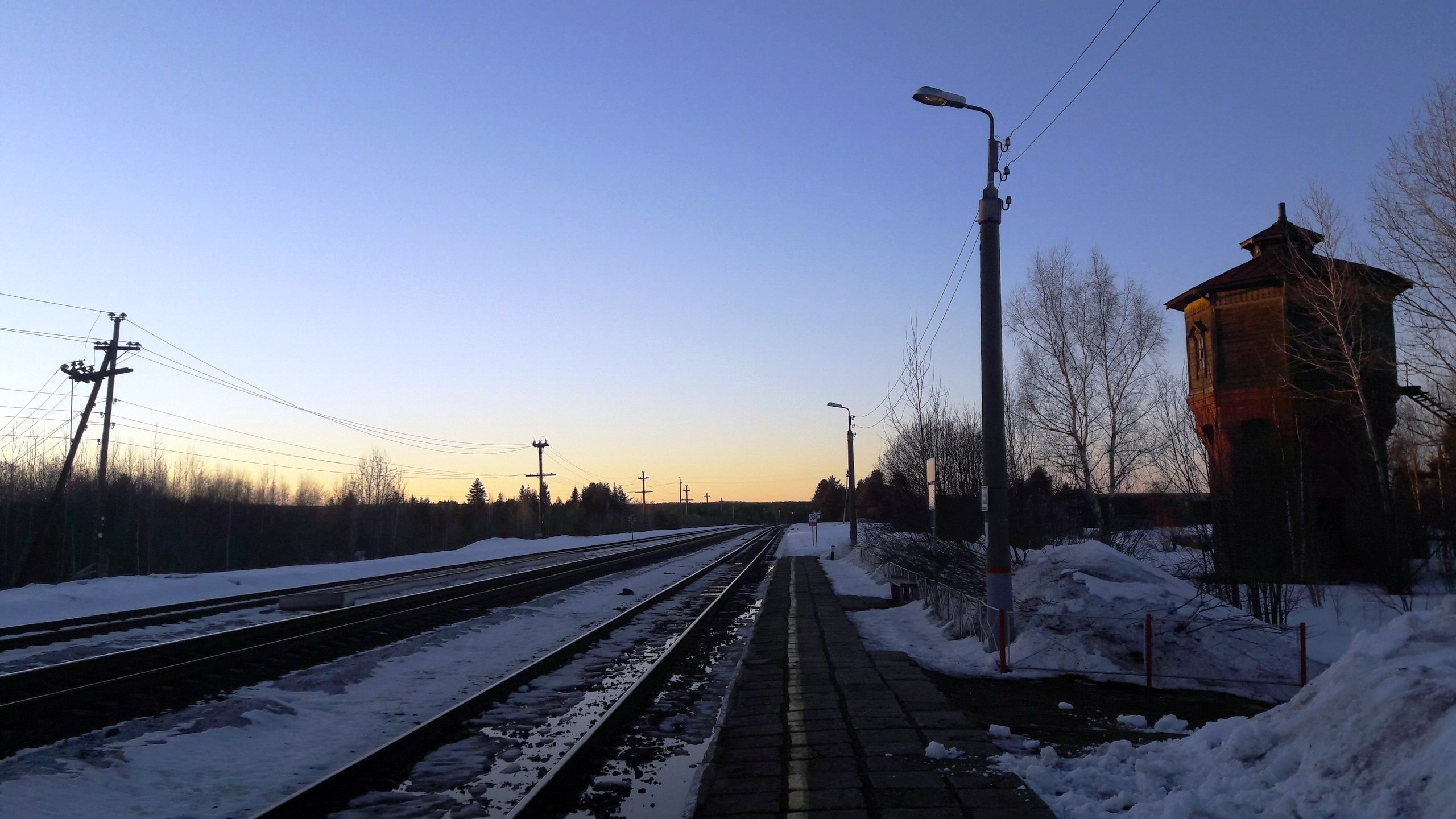
Вид с платформы в сторону Котласа

## Известные уроженцы
Дмитриев Юрий Яковлевич (1919—1997) — советский и российский деятель науки, учёный-лесовод, общественный деятель, доктор технических наук, профессор. Старший преподаватель, заведующий кафедрой водного транспорта леса, декан лесоинженерного факультета, проректор по научной работе Марийского политехнического института (1957—1997). Заслуженный деятель науки РСФСР (1989). Действительный член РАЕН. Участник Великой Отечественной войны. Депутат Верховного Совета РСФСР (1990—1993).